# Schitu Duca
Schitu Duca là một xã thuộc hạt Iași, România. Dân số thời điểm năm 2002 là 4342 người.